# نهر الڤار
الڤار (الإيطالية: Varo، اللاتينية: Varus) هو نهر يقع في جنوب شرق فرنسا. طوله 114 كم (71 ميلًا). وتبلغ مساحة حوض تصريفه2,812 كم² (1,086 ميلًا مربعًا).
يتدفق النهر عبر مقاطعة الألب البحرية في معظمه، مع امتداد قصير (حوالي 15 كم أو حوالي 9 أميال) في مقاطعة ألب بروفانس العليا. وهو حالة فريدة في فرنسا لنهر لا يتدفق في الإقليم المسمى باسمه (انظر فار). هذا نتيجة لكون نيس صغيرة جدًا بحيث لا يمكن اعتبارها مقاطعة بحد ذاتها في التعديل الإداري لعام 1860. وبالتالي، كان لا بد من إخراج بعض الأراضي من منطقة فار المجاورة مما تسبب في فقدان المقاطعة التي تحمل نفس الاسم.
حتى بداية القرن التاسع عشر، لم يكن للنهر أي جسور، وكان يشكل الحدود بين فرنسا ومقاطعة نيس، التي كانت آنذاك جزءًا من مملكة بييمونتي-سردينيا.

## الاسم
يُذكر اسم النهر في اللاتينية باسم Vārus وفي اليونانية القديمة باسم Ouãros (Οὐᾶρος). وهو مشتق من الجذر الهندو-أوروبي *uōr- (سابقًا *uer-)، ويعني "ماء، نهر" (قارن بالسنسكريتية vār، والنورسية القديمة vari).

## علم الهيدروغرافيا
ينبع النهر بالقرب من مضيق كول دو لا كايول (2,326 مترًا/7,631 قدمًا)، الواقع في منتزه ميركانتور الوطني في جبال الألب البحرية. يتدفق النهر عمومًا باتجاه الجنوب الشرقي متجهًا نحو مصبه في البحر الأبيض المتوسط بين نيس وسان لوران دو فار. روافده الرئيسية هي: سيان، وتيني، وفيسوبي، وكولومب، وإستيرون، وتويبي، وتشالفاني، وبارلات، وبوردو، ورودول.
يتدفق النهر عبر المقاطعات والمدن التالية:
- الألب البحرية: جييوم، بوجيه ثينييه، كاروس، سان لوران دو فار
- ألب بروفانس العليا: إنترفو